# Garnizoană

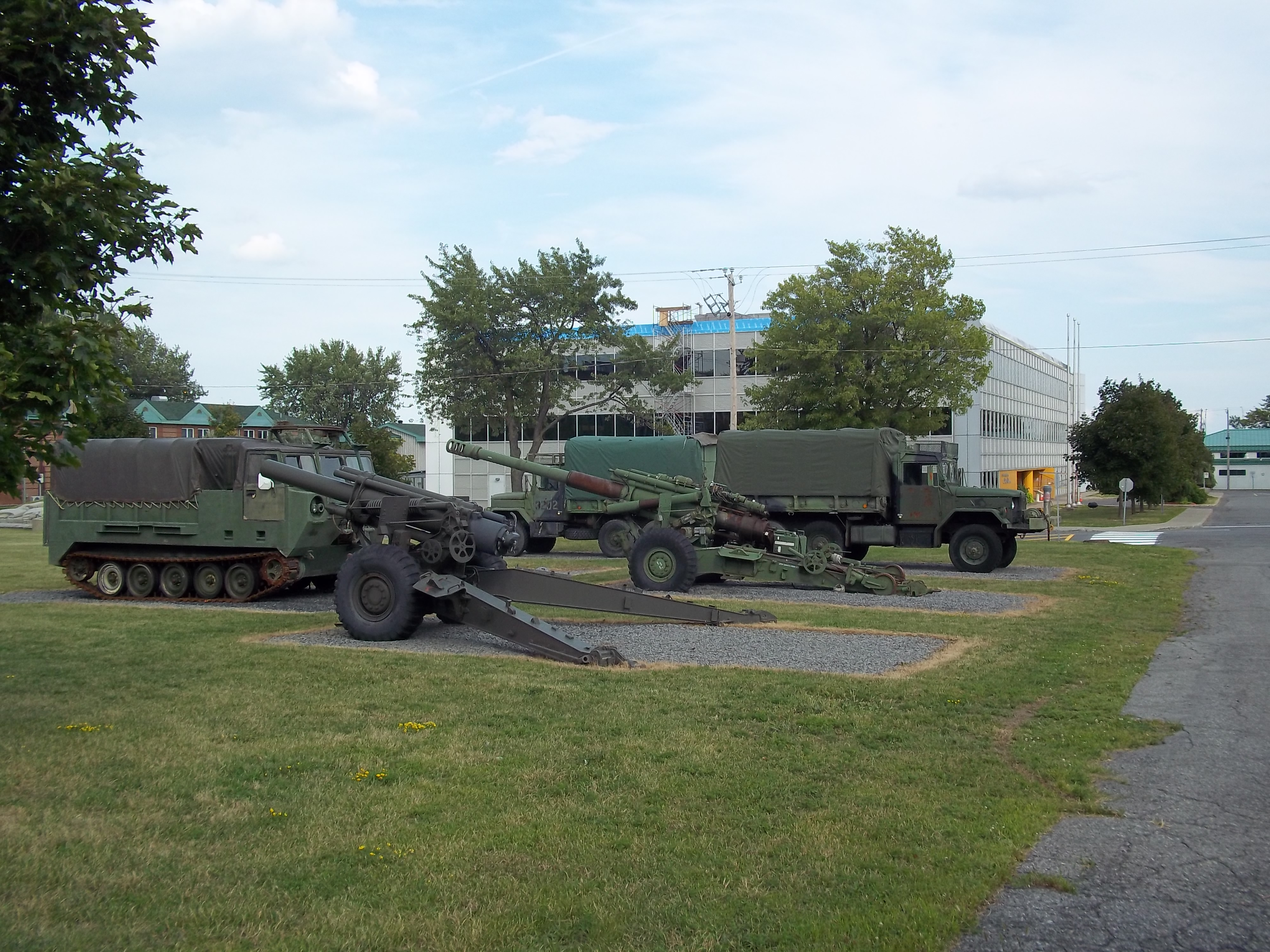
Garnizoană în Montréal, Canada

Garnizoana (din franceză garnison, garnir a echipa) este un termen colectiv ce se referă la corp de trupe staționate într-o anumită localitate, inițial, să o păzească, dar de cele mai multe ori, folosită ca bază de cazare. Garnizoana este de obicei cazată într-un oraș, fort, castel sau alte locuri similare. „Orașul Garnizoană” este o expresie comună pentru orice oraș care are o bază militară în apropiere. 